# جان-فرانسوا غوسلين
جان-فرانسوا غوسلين هو سياسي كندي، ولد في 17 أبريل 1975 في مدينة كيبك في كندا. نشط حزبياً في Action démocratique du Québec ‏ وحزب كيبيك الليبرالي. وقد انتخب Member of Quebec City Council ‏ عن دائرة Sainte-Thérèse-de-Lisieux ‏ وقد انضم خلال فترته النيابية (5 نوفمبر 2017 – ) للكتلة البرلمانية Équipe Priorité Québec ‏ وانتخب عضو الجمعية الوطنية في كيبك ‏ (26 مارس 2007 – 8 ديسمبر 2008).